# Periodismo infográfico
Nos referimos a periodismo infográfico al que da preeminencia a la provisión de información a través de imágenes, sean estas fotografías, dibujos, diagramas, esquemas y mapas. En particular, se da énfasis al color, que ayuda a explicar mejor los cuadros y a visualizar mejor las escenas. En algunos casos, como en los mapas complejos, el color es de primera importancia.

## Teoría de la ilustración periodística
En una página de periódico se combinan tres elementos: imágenes, textos y gráficos informativos o infografías. Desde hace algunos años, la infografía trata de explicar a través de gráficos e imágenes formas complejas con una inquietud en fase creciente.  Las infografías así denominadas presentan una gran coincidencia con la clásica modelización gráfica - representaciones mecánicas o esquemáticas - que desde el siglo XVI aproximadamente viene usándose frecuentemente en Ciencia e Ingeniería. Un buen ejemplo de esto se encuentra en la archiconocida obra gráfica de Leonardo de Vinci, que se menciona más adelante.
El periodismo, desde hace siglos, ha desarrollado una inquietud por explicar la información de forma visual, pero las limitaciones técnicas impedían este tipo de prácticas, que únicamente recogían planos y mapas. El gráfico explicativo es muy reciente. Se inició en la década de los setenta y ochenta, pero vivió un auténtico boom en los noventa, con la revolución informática. No obstante, en sus inicios presentaba una estética similar al cómic, aunque manteniendo su carácter explicativo.La infografía permite explicar información compleja, muy complicada de mostrar a través del texto escrito. Los diarios pronto descubrieron que los gráficos simplificaban mucho su labor. La infografía ha logrado hacerse un hueco importante en las redacciones, con un prestigio a la altura del resto de géneros periodísticos. No en vano, se trata de un género periodístico de carácter paralingüístico, es decir, posee dos vertientes: una parte lingüística, y otra visual, que acompaña a la explicación en el texto. Además, responde a las 6W al tiempo que se caracteriza por un mensaje informativo, más claro, más concreto y más eficaz. Es capaz de explicar todos los aspectos de la información, igual o mejor que un texto literario.
No obstante, al margen de los gráficos con capacidad informativa plena (aquellos que responden a las 6W) hay otros que aportan información o aclaran datos concretos de ésta. Son los gráficos de información parcial. Las primeras infografías plenas aparecen en los tratados médicos.
Con el ‘infográfico perfecto’, los expertos en esta materia denominan a aquel gráfico que presenta capacidad para explicar todos los elementos de la información sin recurrir a un texto de apoyo. Cabe tener en cuenta que la calidad en una infografía no se mide tanto por los gráficos, sino por la ayuda que presta para entender una información. De hecho, prevalece la funcionalidad sobre la estética de los recursos visuales. Jamás se puede prescindir de datos por realizar gráficos ‘bonitos’.
Existen dos diferencias entre la infografía y la ilustración, marcadas fundamentalmente por la estética y la transmisión de opinión. La utilización de elementos icónicos, la ilustración, no tiene capacidad informativa, sí interpretativa. Las imágenes del gráfico deben ser rigurosas e informativas, siempre unívocas (la información neutral). Es accesorio introducir un elemento visual ilustrativo solo por el valor estético.

## Historia
La comunicación visual nació mucho antes que la textual. Los hombres prehistóricos ya realizaban dibujos explicativos para enseñar a sus hijos los animales y las técnicas de caza, cuando todavía no contaban con un alfabeto escrito. Esto refleja la ansiedad del ser humano por explicar la realidad a través de las imágenes, mucho antes incluso que el propio hablar.
La técnica de representación gráfica próxima a la infografía es la cartografía. De hecho, podemos encontrar mapas en tiempos remotos de la historia. Así, al final de la Edad Antigua ya existían mapas que proyectaban el mundo a través de la longitud y latitud.

### Edad Media
Durante la Edad Media se visualiza la información con elementos importantes:
- Un libro manuscrito con muchísimas ilustraciones (muy pocas páginas sin texto) para explicar mediante imágenes el contenido del mismo a los analfabetos.
- Comienzan a aparecer formas primitivas de abstracción de los datos, muy lejos todavía de los gráficos estadísticos, pero próximos a los primeros organigramas o relacionales.
- Los mapas cartográficos del siglo XIV son extraordinariamente fiables, debido al dominio de las técnicas de representación existentes hasta entonces y a la introducción de muchísima información en un espacio reducido. No obstante, sólo se limita a mostrar, no a explicar estos datos.

### Renacimiento
El Renacimiento supone un auténtico hito en la transmisión de la información gracias a la perfección de Leonardo da Vinci. El genio italiano realizó esquemas, dibujos e ilustraciones para que el lector de sus códices pudiera entender más allá del texto: primeros gráficos informativos, utilización de textos, secuencias, esquemas. En sus trabajos hay mucho más que belleza estética, sino que son muy didácticos. La visualización de la información occidental en la actualidad es heredera de las fórmulas empleadas por Da Vinci.

### La imprenta
En este tiempo nace también la imprenta (característica técnica más importante del periodo), que no sólo imprime textos; también ilustraciones. Por tanto, continúa la tradición expresada en los libros medievales, donde no sólo contenían textos para ser leídos sino también imágenes para ser vistas. Esta tendencia continuará en la Ilustración, que trata de mostrar el saber a través de estas.

### Los periódicos
Los diarios, en cambio, nacen sin imágenes, al contrario de los libros porque eran únicamente accesibles para las elites, quienes hacían gala de una cierta aversión a las imágenes por su supuesto carácter vulgar. Esta creencia, fruto del bagaje cultural, explica por qué la introducción de imágenes en los periódicos tardó mucho en cuajar. Hasta 1740 no aparecerá ningún mapa en prensa. William Playfair (1759-1823) mostró por primera vez la información estadística a través de gráficos, es decir, representó visualmente información numérica abstracta (diagrama de barras y el gráfico de tarta, este último años más tarde).

### Los mapas
A partir de aquí, los mapas irán apareciendo con cuentagotas en los diarios, pero se irán extendiendo con mayor intensidad con el paso de los años (el mapa es el primer elemento gráfico que se incluye en la prensa, al igual que es el primer elemento visual que surge). En 1806, The Times, el primer periódico de masas para la elite publicó el primer gráfico explicativo (gráfico que explica lo que ocurre, en este caso como se desarrolló un asesinato de forma cronológica. Poco a poco irán introduciéndose más.
Los mapas del tiempo son los gráficos por excelencia de los periódicos. Los inicios de la prensa, extraordinariamente pegada al texto, van desvaneciéndose. Las imágenes e ilustraciones son cada vez más corriente e incluso determinada prensa de masas (Pulitzer y Hearst) hacen gala de ellas. Son populares, sobre todo en EE. UU. y destacan por encima de todo los planos y mapas, a finales del siglo XIX.
En la I Guerra Mundial se hizo un gran uso de los mapas, aunque las fotos fueron muy pocas, al igual que en nuestro país(¿). Hasta el segundo conflicto bélico mundial no falta el eje de la información visual. No obstante, durante el período de entreguerras y el crack de 1929,. Playfair, no sólo se limitó a inventar los gráficos estadísticos sino que creó la utilización del color como elemento informativo, no únicamente estético.

### Siglo XIX
Durante el siglo XIX, las fórmulas de representación de datos estadísticos no aparecen en demasía en prensa, sólo en el crack de la bolsa de Nueva York. En el siglo XIX se desarrollan los cartogramas que unen los mapas y la recién inventada información estadística (el ejemplo más claro es el gráfico electoral por distritos). En 1826, Charles Duplin desarrolló el cartagroma (sobre analfabetos, 1826), mientras que los mapas de flujos fueron inventados por Henry Drury Harness.
La cumbre de estos conocimientos se producen en pleno siglo XIX gracias a la evolución de los datos estadísticos concebida por Charles Joseph Minard (1861), quien logró reproducir la invasión de Napoleón a Rusia, al tiempo que se refleja la sucesiva pérdida de soldados. De hecho, es mucho más que un mapa pues realiza sus explicaciones desde una perspectiva cronológica, temporal junto con el factor temperaturas.

### Siglo XX
En el siglo XX, concretamente en el periodo de entreguerras, nace la disciplina del diseño funcionalista, justo en el periodo que triunfa la Bauhauss. El funcionalismo elimina los elementos sobrantes, de forma que prima la función, la eficacia frente a la forma. Otto Neurat, filósofo vienés, inventa en 1924 el Isotype: una forma de transmitir información a través de un sistema universal icónico. Pretende utópicamente ser una galería de pictogramas y símbolos capaces de explicar la realidad más allá de las palabras, siempre muy visual, básica y simple. Por su parte, los pictográficos utilizan datos visuales y los representan con la estadística. Están basados en la idea de relacionar mapas con la información; en este caso se relacionan gráficos estadísticos con imágenes, con pictogramas, a principios de siglo.
El Isotype inspira la utilización de iconos con un lenguaje más o menos universal. Los pictogramas pretenden ser lo más simple posibles porque pretenden explicar generalidad, sin embargo, no dejan de formar parte de una determinada cultura visual propia de Occidente. El ejemplo más evidente de sistema icónico tiene lugar en 1974 cuando el Departamento de Estado de EE. UU creó, a través de la empresa Aiga, 50 elementos a fin de unificar los distintos iconos utilizados en el transporte. La cultura visual de la actualidad, por tanto, no se tenía previamente, hace 30 años.
Los primeros pictogramas para representar los deportes olímpicos se crearon en Japón, aunque adquirieron mayor significación en los Juegos de Múnich. La traslación del funcionalismo visual a la cartografía de mapas tiene el ejemplo más claro en el mapa del metro de Londres de 1933.

### Infografía moderna. Era preinformacional
En la segunda mitad del siglo XX existen destellos de la utilización (dimensiones) de gráficos en prensa. La revista teutona Der Spiegel ya en los años cincuenta comienza a emplear iconos y gráficos estadísticos, saltándose la rigidez de las normas de composición de la época. Algunos de ellos resultan sorprendentes y destacan como intento de trabajar con gráfico más elaborados. En este sentido, The New York Times tomará su relevo en 1965 con la sencilla pero eficaz representación de las órbitas espaciales, o la introducción en 1976 de gráficos de barras apara encuestas electorales (en 1980 también realizará mapas). No obstante, esto todavía son intentos sencillos e iniciales.

#### Peter Sullivan y The Sunday Times
La primera base sobre la que se construyó la infografía moderna y actual surgió en The Sunday Times (edición dominical del diario más prestigioso de Gran Bretaña) en la década de los setenta de la mano de Peter Sullivan. Una época en la que todavía no existían los ordenadores y era imprescindible realizar todo a mano. Sullivan era un buen dibujante, porque tal y como exigía el momento, provenía del mundo de las Bellas Artes. Su estilo, con una estética similar a la del cómic, es muy realista.

#### Nigel Holmes y la revista Time
Discípulo de Sullivan en The Sunday Times, Nigel Holmes marchó a la popular revista estadounidense, Time, donde creó una poderosa sección de infografía que se caracterizó por el uso del color y la configuración de un estilo propio, muy limpio y similar a los trazos de ordenador (que sin embargo estaba conseguido a mano). Da un paso más allá en la ruptura respecto a seriedad de los Isotype, combina los gráficos estadísticos con imágenes y los convierte en información. Holmes es un puente entre el dibujo realista de su maestro, Peter Sullivan, y el movimiento esquemático y plano del Isotype. Trabajaba dos días a la semana.

#### Importancia y revolución delUSA Today
El primer diario de tirada nacional no inventó nada nuevo en el panorama mundial, ya que utiliza los gráficos introducidos por Nigel Holmes. Sin embargo, es el primer periódico en implantar los gráficos a gran escala en la prensa generalista. De hecho, USA Today publica a diario un gráfico distinto en la portada de cada uno de sus cuadernillos (cuatro en total), snapshots, más el resto de elementos que requiera cada una de las informaciones del diario. Destaca la creación de una sección en el diario en un modelo de diseño del propio medio que integró de manera fundamental la infografía. El tipo de dibujo utilizado por el USA Today, más cercano al mundo del cómic, puede parecer alejado de la infografía efectuada en España, pero casa a la perfección con el modelo de prensa que representa, hasta el punto de ser revolucionario en algunos aspectos:
- Tratamiento de las informaciones: textos más cortos.
- Nueva filosofía: destaca las buenas noticias, más lúdico y optimista.

Los gráficos son muy coloreados, muy llamativos, aunque en su primera época la informática todavía no estaba muy desarrollada. Esto confirma que la explosión de la ilustración y del gráfico es anterior a los ordenadores. En la actualidad USA Today ha cambiado en parte su estética, aunque sus inicios son fundamentales para el conjunto del periodismo.
Al margen de los snapshots, hay otro tipo de gráficos introducidos por este diario estadounidense que han marcado un hito histórico, hasta el punto de ser copiados por toda la prensa y televisiones del mundo (significó una apuesta definitiva por la infografía y el color): los mapas del tiempo. De este modo, USA Today introdujo una forma de conocer la información meteorológica a través de tramas de colores en función de la temperatura. Incorpora el también el comentario meteorológico de forma visualmente atractiva, en 3D y a toda página. En la actualidad esta última característica ya no se produce.

#### John Grimwade yThe Times
Desarrolló en los años ochenta un estilo muy limpio basado en perspectivas isométricas e iconos sin fuga. Técnicas que posteriormente se aplicarían con la llegada de los ordenadores, lo que demuestra que la estética de la infografía es plenamente contemporánea.

### Era informática
La informática desembarcó en un momento concreto que favoreció las aspiraciones de España, el actual líder en calidad e innovación en las infografías por ordenador.
Nace la autoedición. Aparecen los primeros ordenadores con ciertas dotes de procesador de textos. El Macintosh de Apple(1986) permitía ver gráficos, aunque de forma muy rudimentaria y limitada.

#### Agencias de prensa
Agencias de prensa (1986-1989). Gracias a los ordenadores, las agencias se dan cuenta de que pueden diseñar gráficos y enviarlos por ordenador a los diarios suscritos (enviar digitalmente datos visuales), ya que muchos de ellos no tenían capacidad para crear infografías. Los diarios cambiaban sólo el idioma y algún elemento de lugar, lo que permitía al encargado de diseño del diario trabajar y familiarizarse con gráficos en Mac, y a los editores demandar nuevos de temática local. Reuters es la agencia más importante en cuanto a volumen, mientras que KFT destaca por su calidad.

#### Competencia infográfica
Aumento de la competencia. En 1990, con El Mundo, El Sol, Diario 16 e Independiente a pleno rendimiento se produce un aumento de la competencia, tras un periodo de hegemonía absoluta de El País. Especialmente El Mundo y El Sol apostaron desde un primer momento por la infografía. En este sentido, El Sol nació como un diario muy visual, con portada a todo color. De hecho, es el primer periódico ‘digital’ del mundo, es decir, completado a través de un proceso digital para el color, textos, etc. Similar a USA Today, era contrapuesto a la seriedad de El País.
Diario 16, por su parte, también apuesta por la infografía, y comienzan a abundar secciones construidas de la nada. La del periódico El Mundo es la más laureada desde el punto de vista informativo, pero también por la apuesta definitiva por la cualidad periodística de la inforgrafia.
El hito de la I Guerra del Golfo desató una avalancha de gráficos en una batalla peculiar en la que no había periodistas en un frente escaso, pues la ofensiva terrestre se prolongó durante sólo 10 días (sólo dos en Bagdad, entre ellos el español Alfonso Rojo). Durante el desarrollo del conflicto El Sol sacó diariamente una doble página a todo color (un esfuerzo extraordinario impuesto por los editores sin demasiada razón, ya que informativamente no aportaban gran cosa). Es una etapa de gran experimentación que permitió el desarrollo de la infografía en todo el mundo, pero especialmente en nuestro país, que tras la guerra experimentó otro gran acontecimiento de talla mundial. Los Juegos Olímpicos de Barcelona y, en menor medida, la Exposición Universal de Sevilla impulsaron la infografía de calidad y convirtieron a España en un referente mundial de esta especialidad en tan sólo dos años, circunstancia que todavía hoy ostenta. No obstante, en la actualidad la tendencia es a aumentar el número total de gráficos pero reducir el tamaño de los mismos.

#### Premio Malofiej
Desde 1993, la Sociedad de Diseño de Periódicos (SND, por sus siglas en inglés) reparte anualmente los premios Malofiej en Navarra. España se convierte en el territorio especializado (junto a EE. UU) donde acuden todos los gurús de la infografía; el lugar donde se celebran todos los cursos de formación, etc. Estas cinco razones explican la supremacía española en infografía, tal y como refleja el palmarés anual de los premios Malofiej (así llamados en homenaje al cartógrafo argentino Alejandro Malofiej, quien durante gran parte de la década del 70 y comienzos de los 80 realizó gráficos y mapas en diarios y revistas de su país; no recibieron el nombre de Peter Sullivan porque este todavía está vivo en su creación).

#### Jaime Serra
Durante la década de los noventa revolucionó la infografía mundial con un estilo absolutamente personal, combinando el rigor informativo con una estética propia de las artes plásticas.
Creador del manual de estilo de The Independent, Corriere Della Sera y La Vanguardia, entre otros.
Su gráfico La ballena franca austral, publicado en diario Clarín, es considerado un hito dentro del periodismo infográfico. En la edición número 20 de los Premios Malofiej, Serra ha sido reconocido por la SND como "El infografista más influyente de los últimos 20 años" (1992-2012). Jaime Serra es también un reconocido columnista de opinión que publica en el diario de Barcelona La Vanguardia

## Relación de los periodistas y los infografistas
En sus orígenes los infografistas provenían del campo de las Bellas Artes y el diseño gráfico, o bien del ámbito de la informática. Cada vez es más común encontrar secciones de infografía en las que comparten espacio de trabajo periodistas infográficos y diseñadores de información procedentes del campo del diseño gráfico, así como de las bellas artes. Aunque lo relevante de la infografía periodística es la información, cada vez se cuida más el aspecto en el que se presenta, puesto que es determinante una rápida y clara respuesta visual por parte del lector.
De este modo, se equipara al periodista gráfico con el literario. Este último ha de trabajar siguiendo las pautas deontológicas adecuadas y contar con una especialización temática (economía, sucesos, etc.). La infografía, por su parte requiere no sólo de unos conocimientos periodísticos y de la lógica especialización en sus técnicas y posibilidades creativas, sino que además requiere cumplir otra vertiente, la tecnológica (hiperespacialización). No en vano, un infografista ha de desarrollar un profundo conocimiento de las herramientas de diseño gráfico asistido por ordenador como Illustrator o Photoshop. Además, para el desarrollo de infografías multimedia o interactivas, cada vez está más extendido el uso de programas como Flash o Processing.
La formación de un infografista de alto nivel tradicionalmente se estructura en tres fases. El de mayor calidad cuenta con al menos tres años de estudio; aunque la capacidad periodística es la determinante, el periodista interesado en esta disciplina cuenta con un amplio recorrido para llevar a cabo su especialización. La tecnología puede ayudar, que no suplir, la carencia en educación estética, pero no la informativa. Alberto Cairo tiene muy claro que es fundamental que el infografista esté especializado en diseño, pero considera imprescindible la dimensión periodística del mismo, muy por encima de la faceta artística. Otros infógrafos, sin embargo, creen que el equilibrio entre información y diseño es la única vía para una total comprensión de lo que es noticia. De la misma manera, el diseño de los signos nos permite leer las letras del vocabulario sin confundir unas con otras.
El paso definitivo a la igualdad del infografista con el periodista literario se produjo en España en el diario El Mundo. Fue el primer medio en equiparar ambas condiciones dentro de la Redacción, tal y como sanciona en su libro de estilo: ambos deben desplazarse al lugar de los hechos, tienen como objetivo tratar de informar con detalle y la obligación de conocer la información al máximo. La primera vez que se desplazó un infógrafo más allá de la Redacción fue Mario Tascón (El Mundo) a Puerto Hurraco, acompañando al fotógrafo y al redactor literario.
El infógrafo de St. Pittsburg Times y consultor de El Mundo en los primeros pasos de la sección, Jeff Goertzen, considera que los infógrafos tienen la misma cualificación que cualquier periodista, aunque utiliza herramientas distintas. Por tanto, la consideración de redactor gráfico, literario o infografista es de igualdad incluso jerárquica, pues ambos trabajan tres parcelas distintas de la información. Esto significa que el redactor literario no puede imponer ninguna decisión al infógrafo. En realidad, la Redacción debe informarle de la noticia, y este analizarla y negociar su extensión y características.
Por tanto, la equidad se manifiesta en tres puntos:
- A la hora de establecer tamaño y forma de los gráficos.
- Justificación. Tiene que estar justificada la realización de una infografía. Es decir, requiere de información suficiente y veraz, no podemos añadir detalles que no estén contrastados.
- Tiempo de ejecución. El volumen de trabajo no depende exactamente del tamaño. Ambos no están relacionados. Por regla general, se suele afirmar que una infografía requiere de al menos el mismo tiempo de ejecución como de realización/preparación.

## Tripleta infografista, periodistas literarios y periodistas gráficos
La colaboración entre las tres disciplinas de periodistas ha de ser absoluta. Ahora bien, el desplazamiento del infografista al lugar de los hechos es más bien una situación idílica que no suele producirse en realidad. Hay que trabajar codo con codo con los redactores, que serán los encargados de tomar las notas necesarias para desarrollar la infografía posteriormente. Por ello el periodista literario debe conocer la ejecución de gráficos para trabajos anexos a comunicación, no tanto de alto nivel. Es esencial aprender a trabajar con el infografista, pues en cierto modo seremos sus ojos. El redactor literario no sólo debe tomar notas de las declaraciones y seleccionar la información, sino realizar un croquis y esquemas para que el infografista realice su trabajo.

### Los Fotógrafos
Los fotógrafos, por su parte, también desempeñan un papel importante. Con las fotos generales facilitan mucho la tarea de infografía. Es muy importante la eficacia a la hora de transmitir la información, que debe ser también muy exacta. Sin embargo, en muchas ocasiones los fotógrafos renuncian a hacer este tipo de trabajos porque a su juicio no repercuten en su interés personal.

## La infografía como recurso didáctico
Las nuevas tecnologías han transformado nuestra sociedad, los modos de vivir y pensar. Estos cambios han influido en las formas de presentar la información en los diferentes medios de comunicación, que posteriormente se trasladan al ámbito cotidiano del aula intentando optimizar los procesos de enseñanza.
Dentro de estos espacios informativos, las transformaciones más radicales se pueden vislumbrar en la década del 80 donde las tecnologías tuvieron un fuerte impacto en la prensa gráfica lo cual permitió la incorporación de la informatización y por ende, el empleo de nuevos recursos visuales. Ante la inminente supremacía de la imagen, los medios gráficos generaron nuevas herramientas con el fin de atraer a un público con renovados hábitos lectores - caracterizado por una lectura veloz y fragmentada- a través de la implementación de infografías.
De esta manera, esta técnica: "La Infografía", produce nuevos parámetros de producción que permite optimizar y agilizar los procesos de comprensión basándose en una menor cantidad y una mayor precisión de la información, anclada en la imagen y el texto.
De esta manera, la infografía surge como una herramienta que permite dar algunas respuestas ante la celeridad en los procesos de producción y circulación de información, junto a los permanentes avances científicos y tecnológicos. Estos fenómenos imponen verdaderos desafíos a la educación, en términos de brindar las herramientas necesarias para que los alumnos dispongan de habilidades y competencias necesarias para seleccionar información, resolver problemas, tomar decisiones.
Se utiliza habitualmente para resumir de forma gráfica grandes cantidades de información; facilitando enormemente su comprensión. La parte más compleja es transformar los datos en elementos visuales fácilmente comprensibles; ese trabajo es llevado por expertos en el área de la Visualización de datos.